# Katsjaryna Snytsina
Katsjaryna Andrzeŭna Snytsina (Wit-Russisch: Кацярына Андрэеўна Сныціна) (Oest-Kamenogorsk, 2 september 1985), is een Wit-Russisch voormalig professioneel basketbalspeler van Kazachse afkomst die uitkomt voor het nationale team van Wit-Rusland.

## Carrière
Snytsina begon haar carrière in 1999 bij Horizont Minsk. In 2002 verhuisde ze naar COB Calais in Frankrijk. Na één jaar ging ze naar Dinamo Moskou in Rusland. In het seizoen 2004/05 werd ze uitgeleend aan Baltiejskaja Zvezda Sint-Petersburg. In 2006 ging Snytsina naar Dinamo-Energia Novosibirsk. Na één jaar ging ze spelen voor Lotos PKO BP Gdynia in Polen. Met die club werd ze bekerwinnaar van Polen in 2008. In 2009 ging ze naar Nadezjda Orenburg in Rusland. Met die club verloor Snytsina de finale van de EuroCup Women in 2010 van Sony Athinaikos Byron uit Griekenland. De eerste wedstrijd verloren ze met 57-65. De tweede wedstrijd wonnen ze met 57-53. In 2012 stapte ze over naar Horizont Minsk. Na Minsk ging ze naar Tsjevakata Vologda. In 2013 ging ze naar Tarsus Belediyespor Kulübü in Turkije. In 2014 speelde ze even voor BLMA in Frankrijk en werd landskampioen van Frankrijk, maar ging al snel naar DVTK Miskolc in Hongarije. In 2015 ging Snytsina naar Hatay Büyükşehir Belediyespor in Turkije. In 2019 stapte ze over naar Beşiktaş JK. In 2020 ging ze spelen voor Nesibe Aydın.
Met Wit-Rusland speelde Snytsina op de Olympische Zomerspelen in 2008 en 2016. Ook speelde ze op het het wereldkampioenschap in 2010 en 2014. Op het Europees kampioenschap van 2007 won ze brons.

## Sociale activiteiten
Op 18 augustus 2020 ondertekende zij een open brief van vertegenwoordigers van de Belarussische sportindustrie waarin werd geëist dat de resultaten van de presidentsverkiezingen van 2020 ongeldig zouden worden verklaard.

## Erelijst
- Landskampioen Wit-Rusland: 2
  - Winnaar: 2000, 2012
  - Tweede: 2002
  - Derde: 2001
- Landskampioen Rusland:
  - Derde: 2006, 2010, 2011
- Landskampioen Polen:
  - Tweede: 2008
  - Derde: 2009
- Bekerwinnaar Polen: 1
  - Winnaar: 2008
  - Runner-up: 2009
- Landskampioen Frankrijk: 1
  - Winnaar: 2014
- EuroCup Women:
  - Runner-up: 2010
- Europees kampioenschap:
  - Brons: 2007